# زامح
زَامِح (الاسم العلمي: Schizophyllum)، جنس فطريات من فصيلة الزامحيات. واسع الانتشار يحتوي على ستة أنواع تعطن الخشب.

## روابط خارجية
- Schizophyllum: perhaps the world's most widespread fungus
- "Schizophyllum Fr". Atlas of Living Australia. مؤرشف من الأصل في 2019-05-04.